# 帕斯夸莱·罗科
帕斯夸莱·罗科（義大利語：Pasquale Rocco，1970年10月11日—），意大利男子足球运动员，司职中场。他曾代表意大利国奥队参加1992年夏季奥林匹克运动会足球比赛，获得第七名。